# 3 Dywizja Lotnictwa Transportowego
3 Dywizja Lotnictwa Transportowego – lotniczy związek taktyczny Sił Zbrojnych Federacji Rosyjskiej.

## Struktura organizacyjna
W 1991
- dowództwo – Witebsk, Białoruska SRR
- 103 Krasnosielski pułk lotnictwa transportowego – Smoleńsk
- 110 pułk lotnictwa transportowego – Kreczewicy, ok. Nowgorod
- 334 Berliński pułk lotnictwa transportowego  – Psków - Kresty
- 339  pułk lotnictwa transportowego  – Witebsk